# Almedin Fetahović
Almedin Fetahović (* 19. Mai 1964 in Sarajevo) ist ein ehemaliger jugoslawischer und bosnischer Boxer.

## Karriere
Fetahović begann seine Boxkarriere 1978 beim Club Željezničar aus Sarajevo. 1981 gewann er die Silbermedaille bei der Jugoslawischen Juniorenmeisterschaft, sowie 1982 die Goldmedaille bei der Balkanmeisterschaft der Junioren und eine Bronzemedaille bei der Balkanmeisterschaft der U20. 1989 wurde er Jugoslawischer Meister im Weltergewicht.
Sein größter Erfolg war der Gewinn der Goldmedaille im Halbmittelgewicht bei den Mittelmeerspielen 1993 in Narbonne, nachdem er im Finale den späteren olympischen Silbermedaillengewinner Malik Beyleroğlu besiegt hatte. Es war die erste Goldmedaille bei einem internationalen Sportwettkampf für Bosnien seit der Unabhängigkeit des Landes.
1995 wurde er Bosnischer Meister im Mittelgewicht und startete bei der Weltmeisterschaft in Berlin, wo er im Achtelfinale gegen Józef Gilewski ausschied.

## Nach dem Boxen
Er ist Mitgründer des Boxvereines Ilidža und Trainer unter anderem von Memnun Hadžić, der 2008 die erste Medaille einer Box-EM für Bosnien gewinnen konnte und Džemal Bošnjak, Medaillengewinner der Mittelmeerspiele 2013. 
2008 gewann Fetahović die Wahl zu Bosniens Trainer des Jahres. 2014 wurde er mit dem B&H National Sport Award ausgezeichnet.